# 埼玉県エスカレーターの安全な利用の促進に関する条例
埼玉県エスカレーターの安全な利用の促進に関する条例（さいたまけんエスカレーターのあんぜんなりようのそくしんにかんするじょうれい）は、埼玉県で施行されている日本初のエスカレーターで立ち止まるよう義務づける条例。

## 概要
エスカレーターの安全な利用の促進に関し、埼玉県、県民及び関係事業者の責務を明らかにするとともに、エスカレーターの利用及び管理に関し必要な事項を定めることにより、エスカレーターの安全な利用を確保し、県民が安心して暮らすことのできる社会の実現に寄与することを目的とし、2021年10月1日に制定された。日本エレベーター協会の調査によると、平成30年からおととしまでの2年間で発生した事故は全国で1550件にのぼっており、2021年に埼玉県議会において自民党埼玉県議団が、開会中の県議会2月定例会に本条例案を提出する方針を固めた。県議会第二会派の民主フォーラムの委員は原案、修正案ともに賛成し本会議で可決された。条例では利用者に立ち止まって乗ることを求めるだけでなく、エスカレーターを管理する事業者などには利用者への周知徹底を要請する内容。県は管理者に対し、必要に応じて指導や勧告を行うことができる。利用者はエスカレーターを立ち止まって利用しなければならないが、条例を違反しても罰則はない。

## 内容
義務と責務を定め県の責務はエスカレーターの安全な利用の促進に関する施策の実施、県民の責務はエスカレーターの安全な利用に関する理解と県及び関係事業者が実施する施策及び取組への協力、関係事業者の責務はエスカレーターの安全な利用に関する理解と県が実施する施策への協力と定めている。またエスカレーターの利用者の義務として「立ち止まった状態で利用しなければならない。」と定めるとともに、管理者の義務として「利用者に対し、立ち止まった状態でエスカレーターを利用すべきことを周知しなければならない。」と定めている。また知事は、エスカレーターの安全な利用の促進のために必要であると認めるときは、管理者に対し、周知に関し必要な指導、助言及び勧告をすることができる。

## 活動
条例の認知を広げるために埼玉県知事や市町村長の街頭啓発の実施。映画「翔んで埼玉」とコラボした啓発ポスターを貼り出して、「左右両側に立ち止まって」とアピールなどを行っている。